# Фламінгові
Фламінгові (Phoenicopteridae) — родина болотяних птахів, єдинимі сучасні представники ряду фламінгоподібних (Phoenicopteriformes). Існує чотири види фламінго, поширених по всій Америці (включаючи Карибський басейн), два види, що походять з Афроєвразії та низка викопних форм.

## Назва
Українська назва «Фламінго» запозичена з португальського слова «flamingo» («вогняний»), яке своєю чергою походить від латинського «flamma» («полум'я»). Давні українські назви цього птаха — «дивобусь», «краснобусь», «багрокрилець», «поломінник».

## Класифікація
Родина містить 6 видів, які раніше належали до єдиного роду Phoenicopterus. У 2014 році рід розділили на два роди — Phoenicopterus та Phoenicoparrus. Крім того, малого фламінго часто виокремлюють у власний монотиповий рід:
- Малий фламінго (Phoeniconaias)
  - Фламінго малий (Phoeniconaias minor)
- Андійський фламінго (Phoenicoparrus)
  - Фламінго андійський (Phoenicoparrus andinus)
  - Фламінго жовтодзьобий (Phoenicoparrus jamesi)
- Фламінго (Phoenicopterus)
  - Фламінго чилійський (Phoenicopterus chilensis)
  - Фламінго рожевий (Phoenicopterus roseus)
  - Фламінго червоний (Phoenicopterus ruber)

Викопні роди
- †Elornis
- †Harrisonavis
- †Leakeyornis

## Поширення

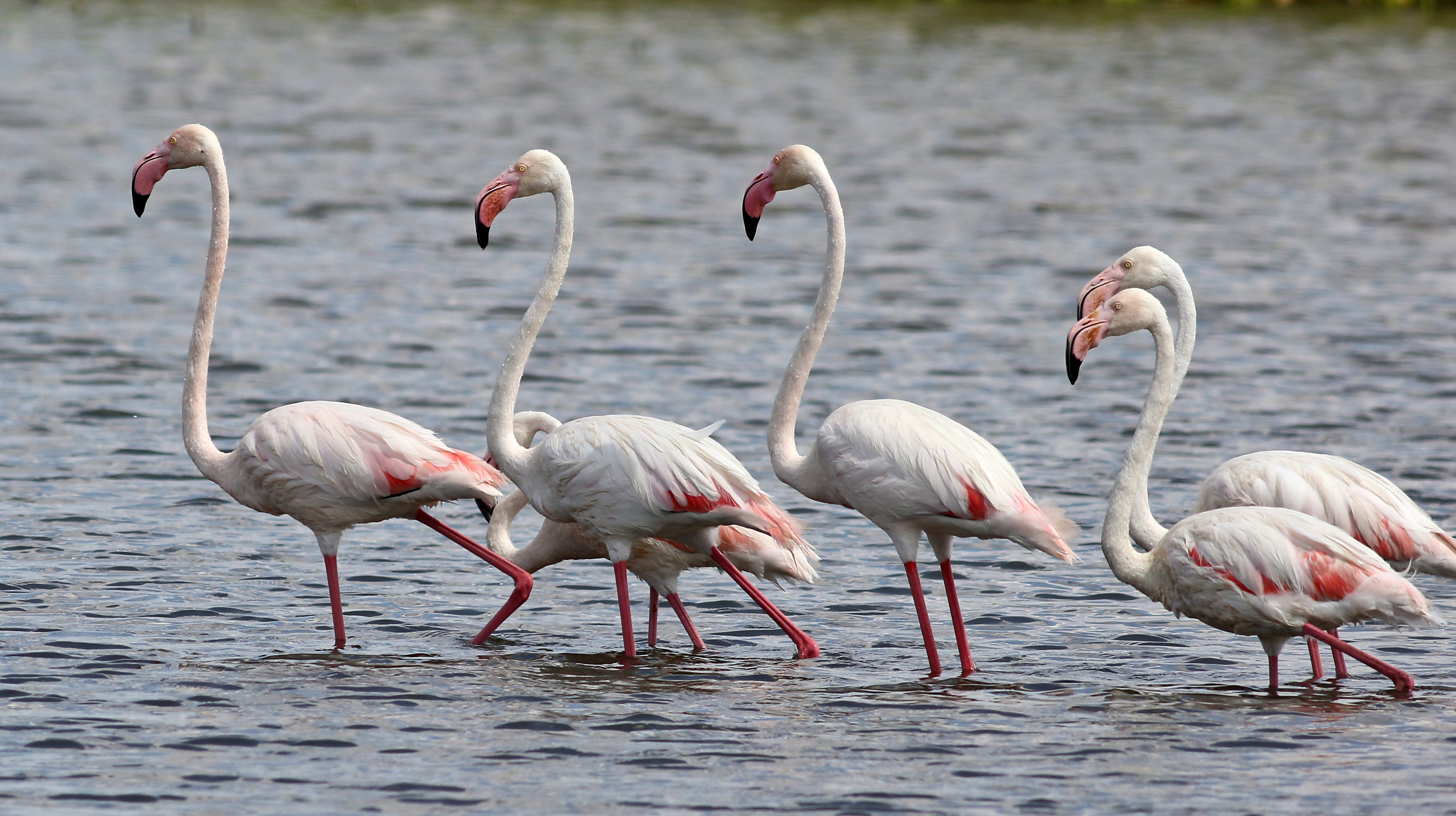
Рожеві фламінго у заповіднику Мерайвейл, Гаутенг, ПАР

Розповсюдження фламінго дуже спорадичне, в основному це тропічні та субтропічні зони Євразії, Африки, Центральної та Південної Америки. Водяться в Африці, а найбільше в Кенії. Деколи зустрічаються на півдні Європи, Азії, на острові Мадагаскар, і в Південній Америці. Поширені переважно в тропічних і субтропічних зонах і лише подекуди проникають в помірні широти.
Особин всіх видів фламінго у світі налічується приблизно 6 млн. Цифра ця, звичайно, завищена. Гніздяться фламінго розрізнено, в місцях, відокремлених один від одного іноді тисячами кілометрів. Населяють дрібні лагуни і солоні озера, морські мілини та острови, причому як на рівнинах (Казахстан), так і високо в горах (Афганістан, Анди). Нерідко фламінго тримають в зоопарках та цирках.
Зовсім недавно (менш як 1000 років тому) фламінго вимерли в Австралії у зв'язку з пересиханням внутрішніх озер.
Фламінго Джеймса (Phoenicoparrus jamesi) вважався повністю вимерлим, поки в 1956 році не виявили його гніздування на озері Колорадо в Південній Болівії.

## Будова тіла
Зовнішній вигляд фламінго примітний. Відносно розмірів тіла це найдовгоногіші та найдовгошиїші птахи світу. Можливо, що довгоногість і довгошиїсть птахів виникли як спосіб охолоджувати голову, максимально піднімаючи її над поверхнею теплого приземного шару повітря. Тулуб великий, приблизно як у гусака, довгі ноги високо підводять його над землею, причому плесно приблизно втричі більше гомілки. Вагою до 4 кг, завдовжки 90—155 см і розмахом крил до 165 см. Статевий диморфізм не виражений.
S-подібна у спокійному стані, тонка шия довша, ніж у лебедя. Вона містить 19 хребців, останній з них входить до складу спинної кістки (грудних хребців, що зрослися). Голова невелика. Дзьоб масивний і в середній частині круто коліноподібно зігнутий вниз. По краях наддзьобка та м'ясистого язика є дрібні рогові пластинки та зубчики, створюючи цідильний апарат, що нагадує такий у гусеподібних птахів.
Під шкірою шиї у фламінго розвинений розділений на долі повітряний мішок, який служить резонатором. Голос у цих птахів гучний і грубий, нагадує ґелґотання гусаків.
Пальці короткі, з тупими кігтями, три з них направлені вперед і сполучені добре розвиненою плавальною перетинкою. Задній палець малий і розташований вище за стопу. Він або слабо розвинений, або його немає зовсім (у видів роду Phoenicoparrus редукований).
Хвіст короткий. Крила фламінго короткі, гострі. Структура контурного пір'я така ж, як у лелек. Секрет великої опереної куприкової залози не перешкоджає швидкому намоканню оперення. Не зважаючи на це, фламінго можуть довго триматися на воді й непогано плавати. Оперення фламінго рихле і м'яке. Сезонної зміни оперення не буває. На голові є неоперені ділянки: вузьке кільце навколо ока, вуздечка і підборіддя. Колір оперення в основному рожевий, від ніжно-рожевого до інтенсивно-червоного. Кінці крил чорні. Рожеве і червоне забарвлення оперення і шкіри обумовлене наявністю в тканинах жироподібних фарбувальних речовин (ліпохромів) групи каротиноїдов. Ці речовини птахи отримують з їжі (в основному з різних рачків). Тому біла кристалічна кірка озер, де мешкають фламінго, набуває рожевого відтінку. У неволі через 1—2 роки рожево-червоний відтінок оперення зазвичай зникає через одноманітну їжу. Але якщо спеціально додавати в їжу фламінго червоні каротиноїди, забарвлення птахів завжди залишається насиченим.
Шлунок досить об'ємний і має сильну мускулатуру. Також у них функціонують парні сліпі кишки.

### Забарвлення
Фламінго славиться своїм оригінальним, світлим забарвленням — від блідо-бруднувато білого до світло-червоного. Колір тіла залежить від живлення. Вживаючи всі необхідні для фламінго вітаміни, колір оперення стає рожевим. Якщо цих вітамінів нестача, птах набуває блідого білого кольору. Особливо сильні червоні відтінки на крилах, тому фламінго в буквальному перекладі означає «вогнекрил». Махове пір'я чорне.
Дзьоб червоно-коричневий, білуватий, рожевий, або жовтий, але кінець дзьоба обов'язково чорний.
Ноги червоні або рожеві, у виду Phoenicoparrus andinus жовті, у Phoenicopterus chiliensis зеленуваті, з червоними «колінами» і лапами.

## Спосіб життя

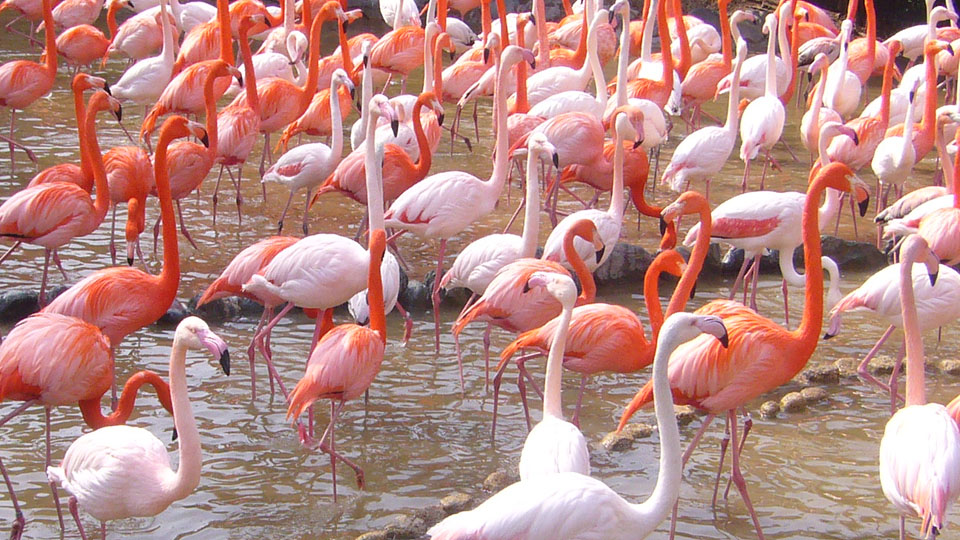
Зграя фламінго

Ведуть осілий (іноді бродячий) спосіб життя, і лише фламінго в північній частині розповсюдження перелітний. Селяться птахи на берегах великих озер численними колоніями. Вони вміють виживати у різних екстремальних умовах, де багато інших тварин не виживає. Для прикладу, птахи можуть вижити в оточенні солоної води, вміють переживати дуже високі перепади температури.
Фламінго — суто колоніальні птахи, гніздування окремими парами не зустрічалось. Дуже часто їхні колонії сягають до 1 000 000 осіб.
Повільний темп дорослішання компенсується довгожительством: за даними кільцювання, багато птахів живуть понад 20—30 років. Окремі особини доживають до 50 років. У неволі птахи доживають до 30 років.

### Шлюбний період

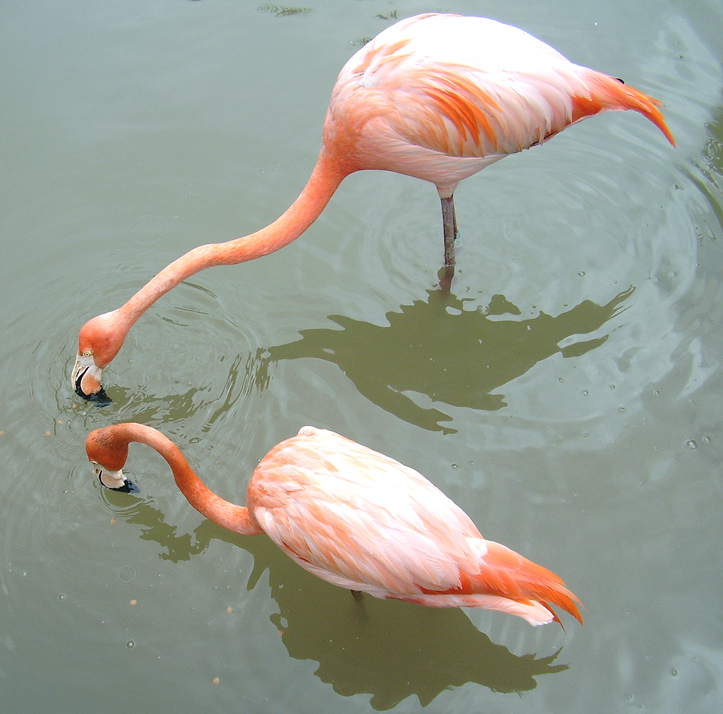
Пара фламінго під час шлюбного періоду

Фламінго моногамні, пари утворюють на один сезон. Залицяння супроводжується гучними криками, ритуальними позами з розпрямленими крилами й скуйовдженим пір'ям, а також груповими церемоніальними пробіжками з високим підняттям ніг і раптовими зупинками. Шлюбний ритуал високоспецифічний — міжвидові гібриди у фламінго не зустрічаються.
Копуляція відбувається на мілководді або на суші, під час парування самиця нерідко вимушена упиратися дзьобом у субстрат, щоб не втратити рівноваги.
Гніздами є стовпоподібні купи з мулу і черепашнику заввишки до 50—60 см. Такі високі споруди зроблені для того, щоб не перегрівалася кладка. Ці гнізда розташовані на мілководдях і островах. Деякі із фламінго, зокрема Phoenicopterus ruber споруджують доволі своєрідні гнізда. Це зліплені з глини та піску конусоподібні гнізда зі зрізаною верхівкою. Їхнє поселення висотою від 7 до 45 сантиметрів. У кожному гнізді господарі роблять заглибину, куди самиця відкладає 1, дуже рідко 2 яйця. Пара висиджує його разом. Через 28—32 дні після початку насиджування яйця вилуплюється пташеня. У насиджуванні й вигодовуванні пташенят беруть участь обидва партнери.

#### Пташенята фламінго

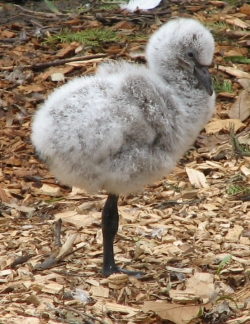
Пташеня фламінго в зоопарку

Пташенята вилуплюються покритими пухом, зрячими й вельми активними. Його годують, відригуючи ясно-червону рідину, що поживніша навіть за молоко. У пташиному молоці є білки, вітаміни, і 23 відсотки крові. Рідиною малята живляться поки їхній дзьоб не виросте до розмірів, коли вони самостійно будуть відфільтровувати їжу з води. Через декілька днів вони покидають гніздо і приблизно в місячному віці міняють перший пуховий наряд на другий, сірий. У віці двох тижнів у пташенят дзьоб починає поступово згинатися. Здібності до польоту молоді набувають на 65—75-й день життя; у цьому віці у них остаточно формується цідильний апарат.
Пташенята фламінго нерідко збиваються в гурти, утворюючи в гніздовій колонії своєрідні «дитячі сади».
Дорослий наряд ці пташенята надягають лише на 3-му році життя. Ймовірно, це відбувається одночасно з настанням статевої зрілості. За деякими даними, великі види вперше приступають до розмноження лише на 5—6 рік, а дрібні — на 3—5 рік.

### Живлення

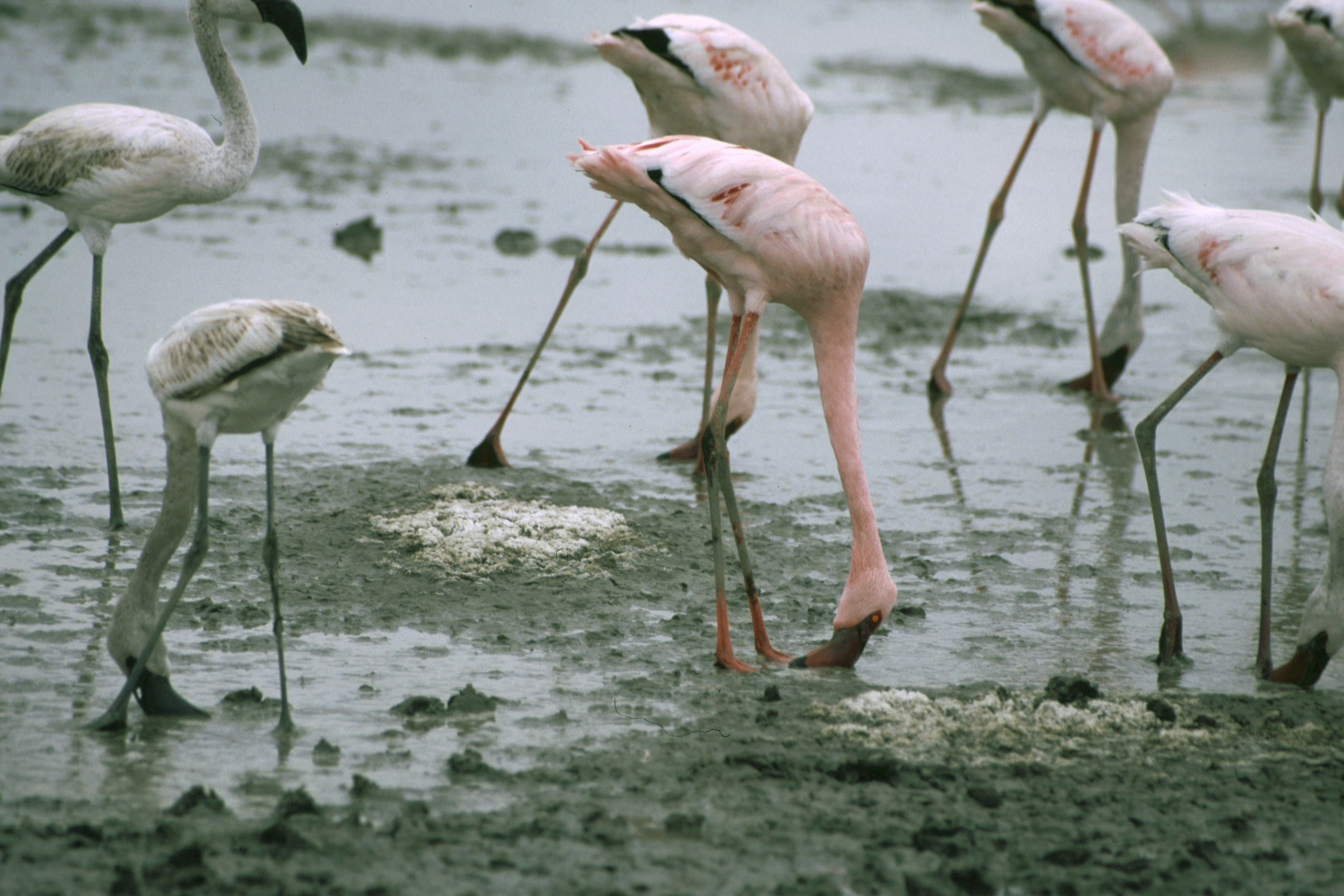
Живлення фламінго

Живляться дрібними ракоподібними, черв'яками і молюсками, деякі види — синьо-зеленими і діатомовими водоростями. Розшукують їжу на мілководих ділянках: опустивши голову вниз під воду, риються дзьобом на дні водоймища. При цьому тім'я птаха майже торкається дна, верхня щелепа знаходиться внизу, а нижня — вгорі. Види, що живляться водоростями, голову у воду занурюють неглибоко. Живляться, так вигинаючи шиї, що дзьоб перевертається. З допомогою своїх зубчиків, фламінго відфільтровує з води крихітні рештки рослин, дрібних жаб та інших земноводних істот. Щоб насититись птах повинен спожити за добу близько чверті своєї маси. «Відрижка», якою батьки годують пташенят, окрім напівперетравленої їжі містить виділення залоз нижньої частини стравоходу і передшлунку. Ця рідина по поживності порівнянна з молоком ссавців, вона ясно-рожевого кольору через наявність в ній каротиноїдів. П'ють фламінго солоновату і прісну воду під час дощу, злизуючи краплі води, що збігають по оперенню. Солона вода не шкодить їм, бо у них добре розвинені надорбітальні солевивідні залози.
Схоже, що фламінго знаходять скупчення їжі за допомогою зору, тому вони активні вдень.

### Линяння
Сезонної зміни оперення не буває.

### Політ

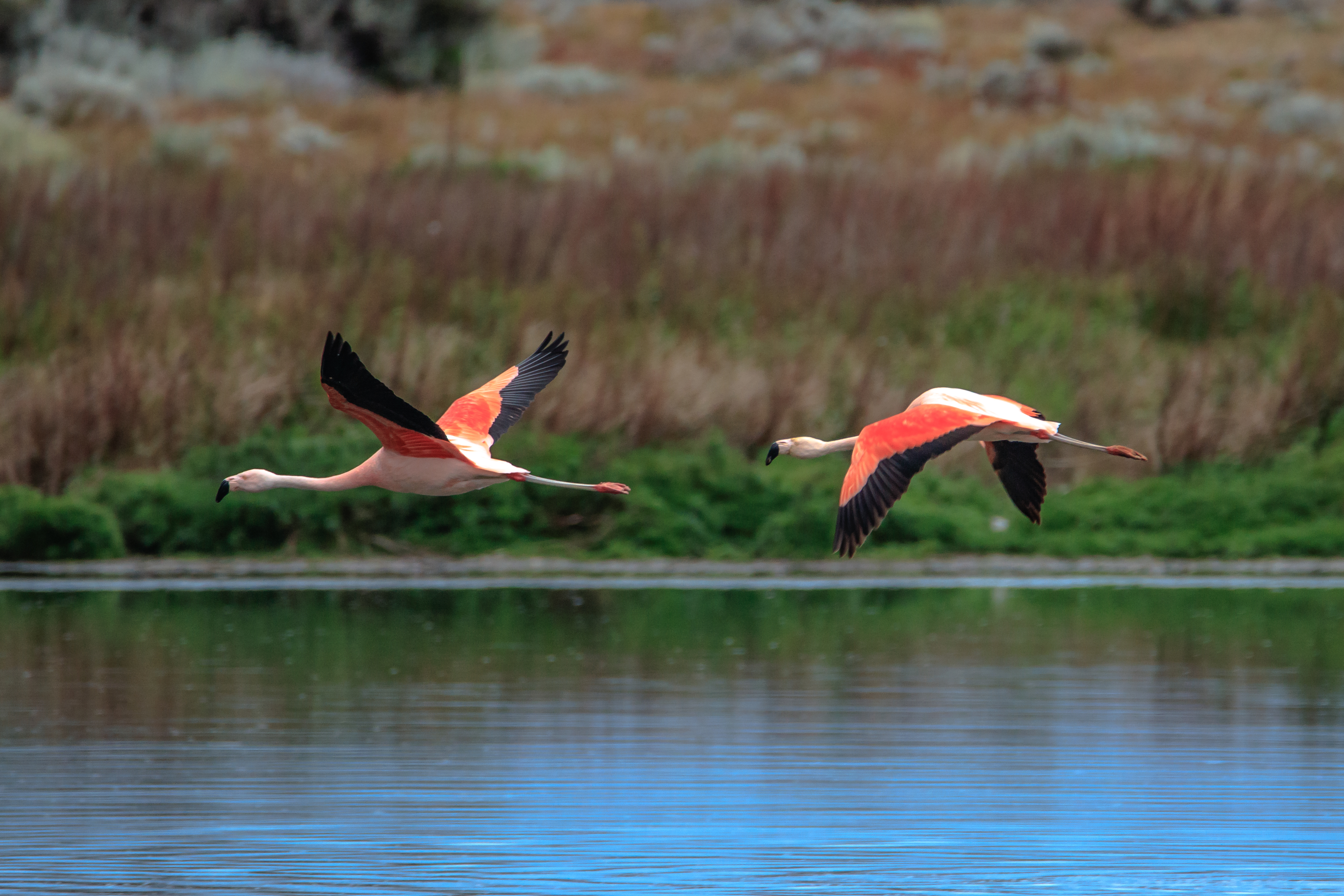
Фламінго в польоті

Політ фламінго активний, з частими змахами. Ширяти вони не вміють. Літають, витягнувши шию вперед, а ноги назад. Злітають птахи після розгону. При повному післяшлюбному линянні першорядні махові пір'їни випадають одночасно, і птах на 2—3 тижні втрачає здібність до польоту (як і багато гусеподібних).

### Плавання
Фламінго можуть довго триматися на воді й непогано плавати.

## Значення для людей

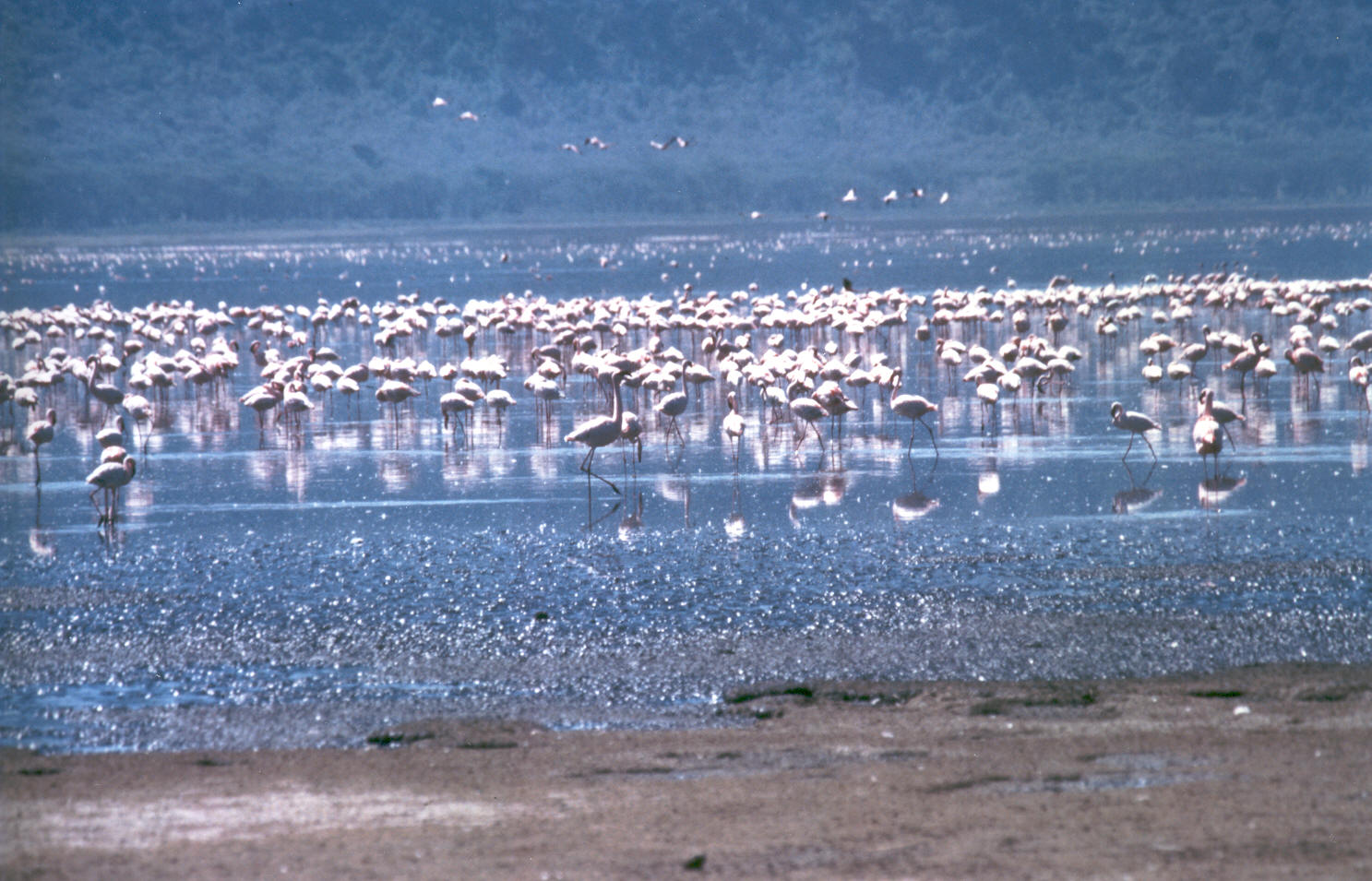
Фламінго і малі фламінго на озері Накуру в Кенії

Раніше на фламінго полювали. М'ясисті язики «червоних гусаків» подавалися на бенкетах у Стародавньому Римі. У 19 столітті відбувалося винищування птахів заради красивого пір'я. Страждають фламінго і від збору яєць. Останнім часом фламінго охороняються в багатьох країнах світу.

### Скорочення популяції фламінго
Іноді люди знаходять велику кількість дохлих птахів на берегах водойм. Так внаслідок екологічної катастрофи спостерігається скорочення кількості птахів. Деколи люди помічають, що фламінго злітають всією зграєю. Так фламінго переселяються, шукаючи нового місця проживання, адже попереднє місце проживання стало сильно забрудненим. Під час перельоту кількість птахів зменшується. Чинником цього є браконьєрство і погодні умови.

### Захист птахів

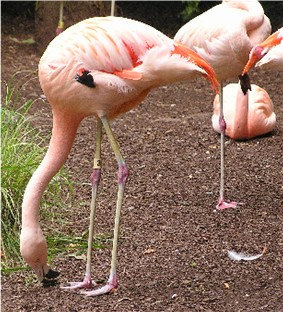
Phoenicopterus chilensis у повний зріст

Внаслідок значного скорочення кількості фламінго, птахів взято під охорону. Браконьєрство на фламінго суворо карається, а для зменшення перельотів створюються заповідники.
До недавнього часу фламінго в неволі не розмножувалися і швидко гинули. Коли в неволі містилися невеликі групи фламінго, це не дозволяло птахам приступати до гніздування, оскільки ці птахи повинні бачити навколо себе побратимів. Зараз ці проблеми вирішені. Зокрема, зоопарки, що не мають можливості тримати велику кількість птахів, використовують для ініціації гніздування дзеркала.

### Фламінго в Україні
В Україні фламінго — рідкісний і майже в усіх випадках залітний птах. У листопаді 1935 року залітних молодих птахів здобували або спостерігали в багатьох областях. В інші роки вони були відмічені у Запорізькій (одного птаха здобуто 1953 р. в районі Бердянської коси) (О. Я. Огульчанський, 1956 р.), Кримській (біля Джанкою), Харківській, Полтавській (біля Лубен, Малої Перещепини Новосанжарського району, Буртів Полтавського району — 29.X — 15.XI.1935 р.), Київській, Чернігівській, Львівській (8.XI 1935 р. біля Нового Села Городоцького району; 14.XI біля с. Розвадів, Миколаївського району), у Тернопільській (3.XII 1963 р. біля с. Денисів Козівського району) (Марисова, Татаринов, 1961 р.) областях. 26.VIII 2013 року (26 серпня 2013 р.) бердянський краєзнавець Валерій Кравченко спостерігав і сфотографував молодого фламінго на лимані Довгій в основині Бердянської коси.
2017 року у Херсонській області вперше для України було зафіксовано зграю фламінго, що стали розмножуватися.